# Kerk van Akaba

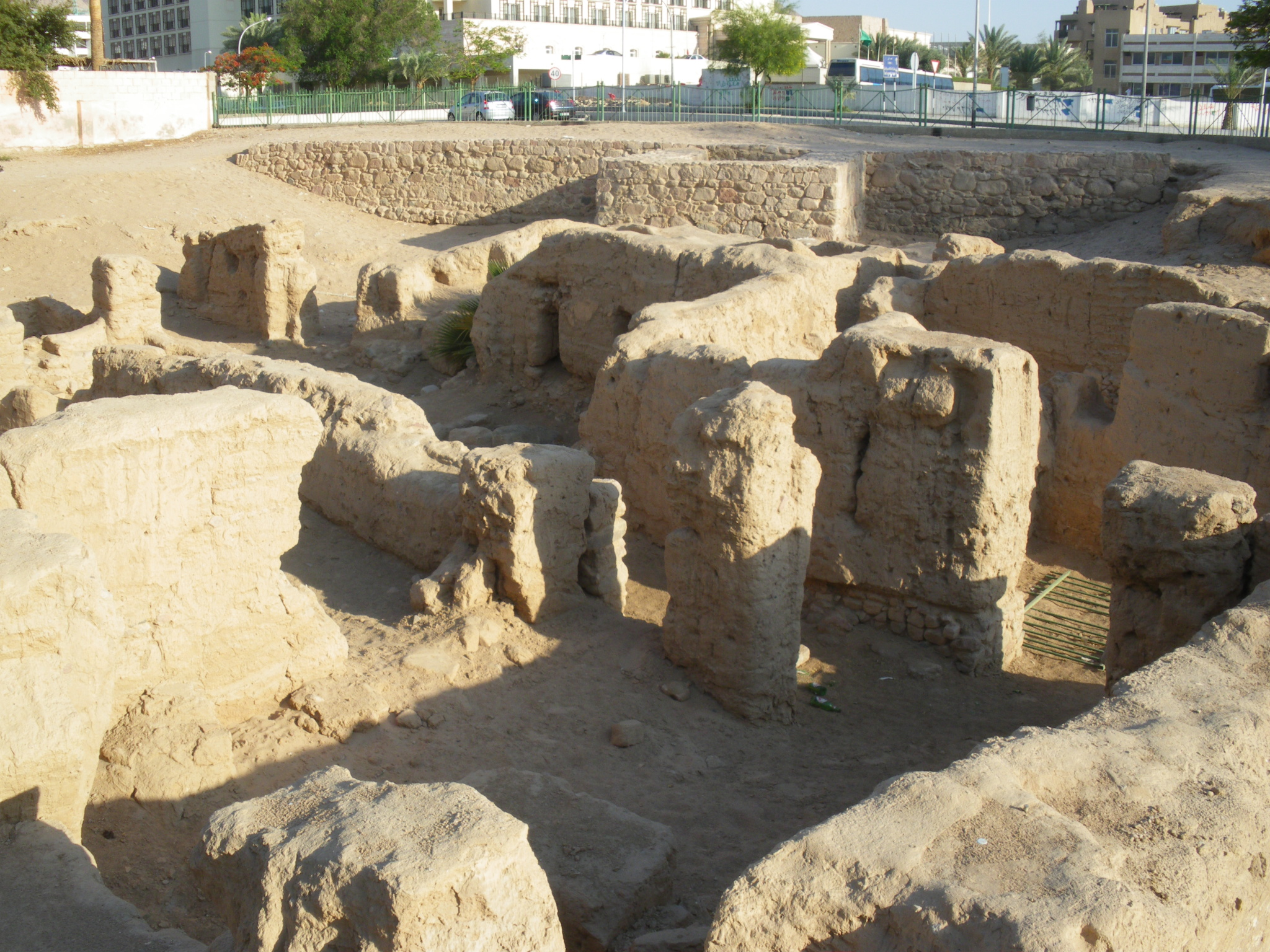
Nogmaals, vanaf de andere zijde

De Kerk van Akaba was een kerkgebouw uit de late oudheid in de stad Aila, het moderne Akaba in Jordanië. De kerk is vermoedelijk gebouwd tegen het eind van de 3e eeuw of het begin van de 4e eeuw. De resten van de kerk werden in de jaren '90 opgegraven door de Amerikaanse archeoloog S. Thomas Parker.
Dat het gebouw een kerk was blijkt uit het grondplan, wat georiënteerd was op het oosten en een basilicavorm had. De basilicavorm bestaat uit een middenschip met twee zijbeuken. Daarnaast werden artefacten zoals olielampjes opgegraven. Naast de kerk lag een kerkhof, waar 24 lichamen opgegraven zijn. De kerk had afmetingen van ongeveer 25 m bij 16 m.